# Gramm
A gramm, jele g, a tömeg egyik mértékegysége. Meghatározása szerint a kilogramm, mint SI-alapegység egy ezredrésze, azaz 1×10−3 kg. Neve a görög gramma szóból származik.

## Története
Az eredeti francia metrikus rendszerben, és a későbbi CGS-mértékegységrendszerben a tömeg alapegysége volt.

## Átváltás
A gramm ezredrésze a milligramm (mg), milliomodrésze a mikrogramm (μg).
1 kilogramm = 10 hektogramm = 100 dekagramm = 1000 gramm
1 gramm = 1000 milligramm = 10−3 kilogramm
1 milligramm = 1000 mikrogramm = 10−6 kilogramm
1 mikrogramm = 1000 nanogramm = 10−9 kilogramm
1 nanogramm (ng) = 1000 pikogramm = 10−12 kilogramm
1 pikogramm (pg) = 1000 femtogramm = 10−15 kilogramm
1 femtogramm (fg) = 1000 attogramm = 10−18 kilogramm
1 attogramm (ag) = 10−21 kilogramm

## Használata
Ma világszerte a leggyakrabban a grammot használják az élelmiszerek nem folyékony alkotóelemeinek mértékegységeként. Azoknál az ételeknél, amelyeket többnyire 1 kg-nál jóval kisebb mennyiségben árusítanak, az egységárat rendszerint 100 g-ra adják meg.
Magyarországon a gramm helyett a hétköznapi életben gyakoribb annak tízszerese, a dekagramm, röviden deka vagy dkg (SI szerint dag); egységáraknál a kilogramm (kg) a törvényi előírás.
A legtöbb olyan szabvány és törvényi előírás, amely az ételek hozzávalóinak feliratát szabályozza, megköveteli, hogy a tartalmat 100 g-ra lebontva tüntessék fel a terméken, így a kapott összeg a tartalom százalékarányáról is tájékoztatást ad, és az összehasonlítható más termékekkel.